# Lăunele de Jos
Lăunele de Jos – wieś w Rumunii, w okręgu Vâlcea, w gminie Dănicei. W 2011 roku liczyła 124 mieszkańców.